# Неравенство Мюрхеда
Неравенство Мюрхеда позволяет сравнивать значения некоторых симметрических многочленов на одном и том же наборе неотрицательных значений аргументов.

## Вводные определения
Пусть {\displaystyle \alpha =(\alpha _{1},\alpha _{2},\dots ,\alpha _{n})} — упорядоченный набор целых неотрицательных чисел {\displaystyle \alpha _{1}\leqslant \alpha _{2}\leqslant \dots \leqslant \alpha _{n}}. Через {\displaystyle T_{\alpha }(x_{1},x_{2},\dots ,x_{n})} будем обозначать симметрический многочлен от n переменных, который есть по определению сумма одночленов вида {\displaystyle x_{\pi (1)}^{\alpha _{1}}x_{\pi (2)}^{\alpha _{2}}\cdots x_{\pi (n)}^{\alpha _{n}}} по всем перестановкам {\displaystyle \pi } порядка n.

## Неравенство Мюрхеда
Пусть {\displaystyle \displaystyle \alpha =(\displaystyle \alpha _{1}^{},...,\displaystyle \alpha _{n}^{})} и {\displaystyle \displaystyle \beta =(\displaystyle \beta _{1}^{},...,\displaystyle \beta _{n}^{})} — два набора показателей с равной суммой такие, что {\displaystyle \alpha } мажорирует {\displaystyle \beta }, то при всех неотрицательных {\displaystyle x_{1},...,x_{n}} выполняется неравенство: 
{\displaystyle T_{\alpha }(x_{1},\dots ,x_{n})\geqslant T_{\beta }(x_{1},\dots ,x_{n}).}